# Kəramət Hüseynov

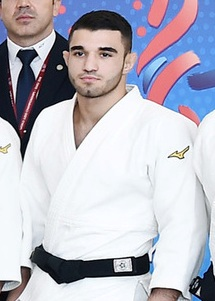
Kəramət Hüseynov, 2018

Kəramət Hüseynov (* 30. August 1998 in Baku) ist ein aserbaidschanischer Judoka, der 2021 eine Bronzemedaille bei den Europa- und den Weltmeisterschaften gewann.

## Sportliche Karriere
Hüseynov kämpft im Superleichtgewicht, der Gewichtsklasse bis 60 Kilogramm. 2016 belegte er den fünften Platz bei den Junioreneuropameisterschaften. Im Jahr darauf gewann er den Titel und wurde Zweiter der Juniorenweltmeisterschaften. Bei den U23-Europameisterschaften gewann Hüseynov 2017 eine Bronzemedaille. Bei den Weltmeisterschaften 2018 in seiner Heimatstadt Baku unterlag er im Viertelfinale dem Japaner Naohisa Takato. Nach einem Sieg in der Hoffnungsrunde verlor er den Kampf um Bronze gegen den Georgier Amiran Papinaschwili. 2019 fanden die Europameisterschaften im Rahmen der Europaspiele 2019 in Minsk statt. Hüseynov schied im Achtelfinale gegen den Niederländer Tornike Tsjakadoea aus.
2021 verlor Hüseynov im Viertelfinale der Europameisterschaften in Lissabon gegen den Spanier Francisco Garrigós. Mit Siegen über den Italiener Angelo Pantano und den Bulgaren Janislaw Gertschew gewann Hüseynov eine Bronzemedaille. Anderthalb Monate später erreichte er auch bei den Weltmeisterschaften in Budapest das Viertelfinale und verlor dann gegen den Franzosen Walide Khyar. Mit Siegen über den Mongolen Lkhagvajamts Unubold und den Kasachen Magzhan Shamshadin erkämpfte Hüseynov auch in Budapest eine Bronzemedaille. Weitere anderthalb Monate später fand in Tokio das olympische Judoturnier statt. Hüseynov besiegte zum Auftakt den Briten Ashley McKenzie und schied dann im Achtelfinale gegen den Georgier Luchum Tschchwimiani aus.